# Levantamiento de piedras

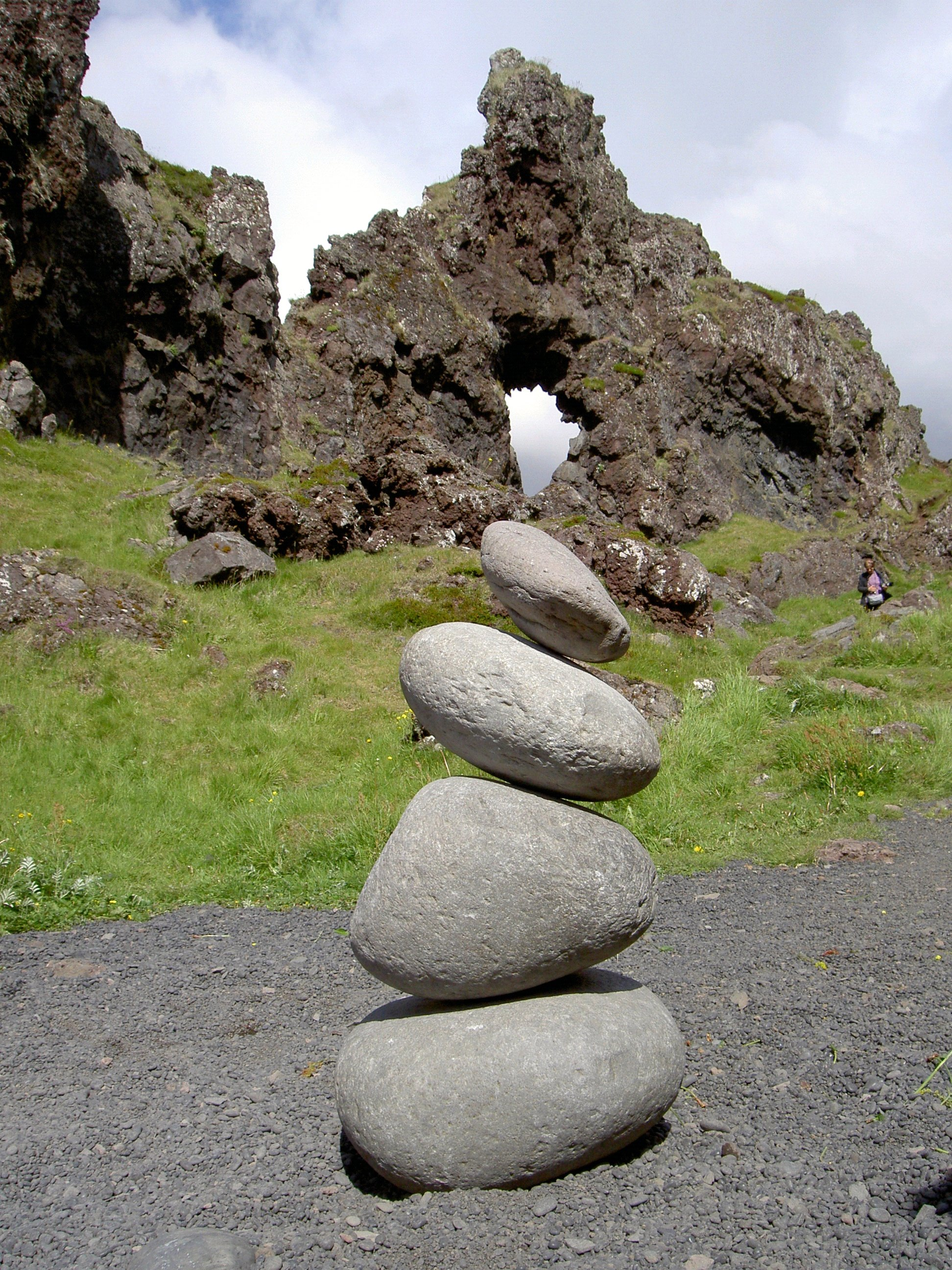
Levantamiento de piedras en Islandia las piedras son de 25, 54, 104, y 154 kg.

Los levantamientos de piedras son comunes en toda Europa del norte particularmente en Escocia, Islandia, Escandinavia y en el norte de Inglaterra. A través de los años se fueron usando para demostraciones de fuerza. 
Levantamiento de piedras-harri-jasotze.
Desde hace varios años estas piedras fueron incorporadas a la competición de El hombre más fuerte del mundo.
Otra modalidad parecida la encontramos en el deporte rural vasco con el Harri-jasotze.